# Устье (Чаусский район)
Устье (бел. Вусце) — агрогородок в составе Войниловского сельсовета Чаусского района Могилёвской области Республики Беларусь.

## История
В 1865 году в составе Кутнянской волости Быховского уезда Могилевской губернии.

## Население
- 2010 год — 205 человек